# Noël Godin

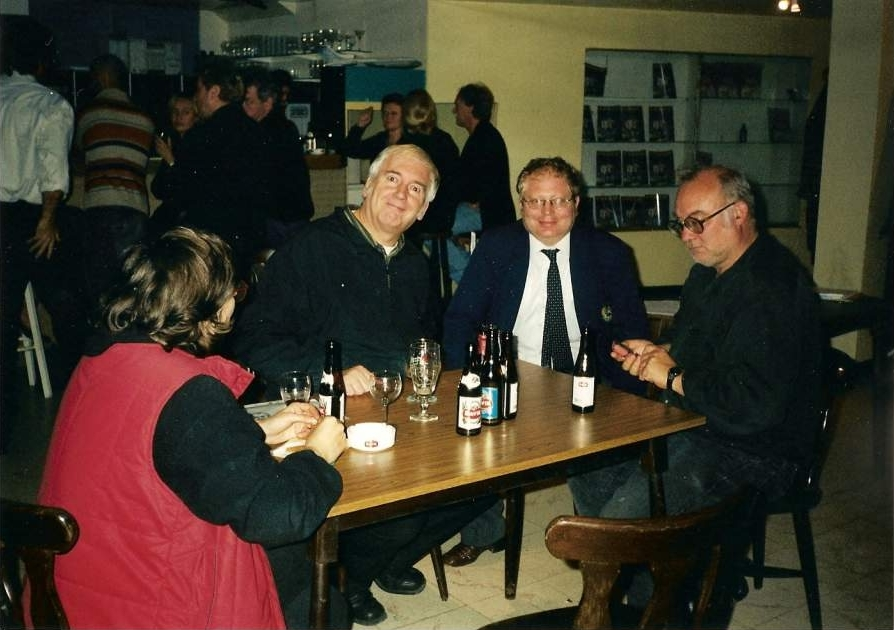
Noël Godin (links) in Harelbeke mit Francis De Smet und Jan Bucquoy

Noël Godin (* 13. September 1945 in Lüttich) ist ein belgischer Autor, Kritiker und notorischer Tortenwerfer. Er bekam weltweite Aufmerksamkeit, als er am 4. Februar 1998 in Brüssel einen Tortenwurf auf Bill Gates, den damaligen Vorstandsvorsitzenden von Microsoft, verübte.
Godin bezeichnet es als sein Hauptziel, so viele seiner Meinung nach selbstgerechte und humorlose Menschen wie möglich einzutorten. Er erklärte gegenüber The New York Times der Staatsgewalt, unterdrückenden Gesetzen, Moralgesetzen, Nuklearenergie und jedweder Form politischer Macht den Krieg.
Seit 1969, als Godin seinen ersten Tortenwurf auf die französische Schriftstellerin Marguerite Duras verübte, hat er Dutzende bekannter Personen angegriffen, u. a. Maurice Bejart, Patrick Poivre d’Arvor, Nicolas Sarkozy, Jean-Luc Godard und Bernard-Henri Lévy.
Godin, der das Pseudonym „Georges Le Gloupier“ benutzt, hat zahlreiche Anhänger auf der ganzen Welt gefunden, die ihn mit logistischen Informationen über potenzielle Ziele versorgen und ihn auch operativ unterstützen. Er bezeichnet seine Gruppe als gewaltfrei und beharrt darauf, dass er nur die nach seinen Worten „tarte classique“ benutzt, welche im Wesentlichen aus Schlagsahne und weichem Biskuitkuchen besteht. Seinen Humor führt er auf Klassiker des Komikerfaches wie Jerry Lewis, Wile E. Coyote, die Marx Brothers oder Abbie Hoffman zurück. 
Godin tritt häufig in den Filmen seiner Freunde Jan Bucquoy und Francis De Smet auf, u. a. in La Vie Sexuelle des Belges 1950-78, Camping Cosmos, Opus IV: La Jouissances Des Hystériques, Tart or Vivant, Tarte ou Vivant und Les Vacances de Noël.

## Filmografie (Auswahl)
- 1994: Das wahre Sexualleben der Belgier (La vie sexuelle des Belges 1950-1978)
- 1996: Camping Cosmos
- 2004: Wallonie 2084
- 2004: Aaltra
- 2005: Les vacances de Noël
- 2010: Mammuth
- 2011: Moi, Michel G., milliardaire, maître du monde
- 2012: Der Tag wird kommen (Le grand soir)
- 2013: Henri